# Apfelkuchen

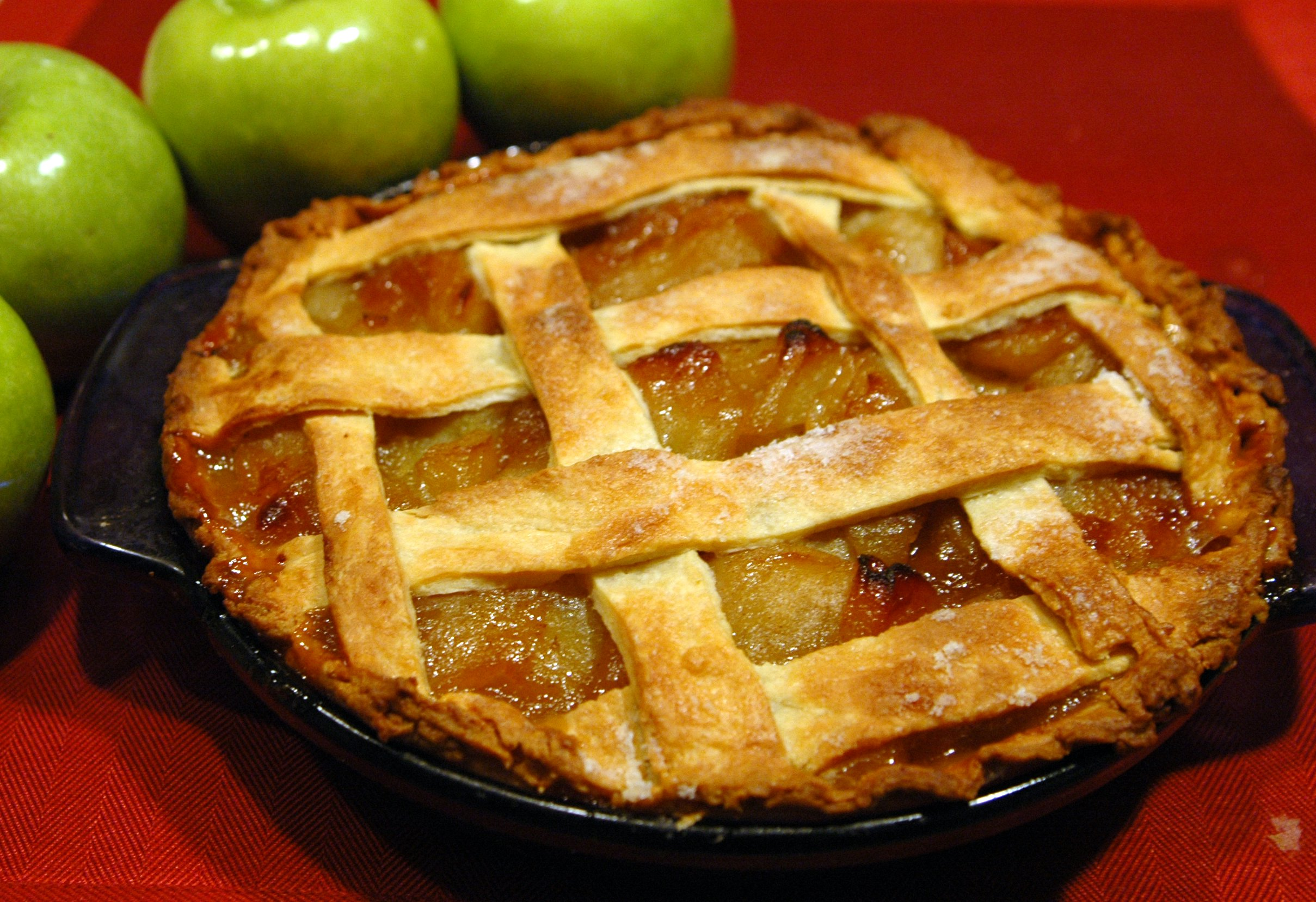
Apfel-Gitterkuchen

Apfelkuchen ist der Oberbegriff für alle Feinen Backwaren, die Äpfel als namengebende Zutat beinhalten. Er ist einer der klassischen Obstkuchen und wird in vielen Varianten zubereitet. Grundsätzlich kann Apfelkuchen als Blechkuchen mit Hefeteig oder Rührteig oder in einer Springform mit Mürbeteig oder Rührteig hergestellt werden.
Für Apfelkuchen werden vorwiegend säuerliche Apfelsorten wie Boskoop verwendet, die je nach Rezept geschält, in Viertel geschnitten und fächerförmig eingeschnitten, in Spalten geschnitten oder geraspelt werden. Häufig werden neben den Äpfeln noch weitere Zutaten wie Nüsse oder Rosinen hinzugefügt, gerne werden auch Streusel über den Kuchen gegeben.

## Varianten

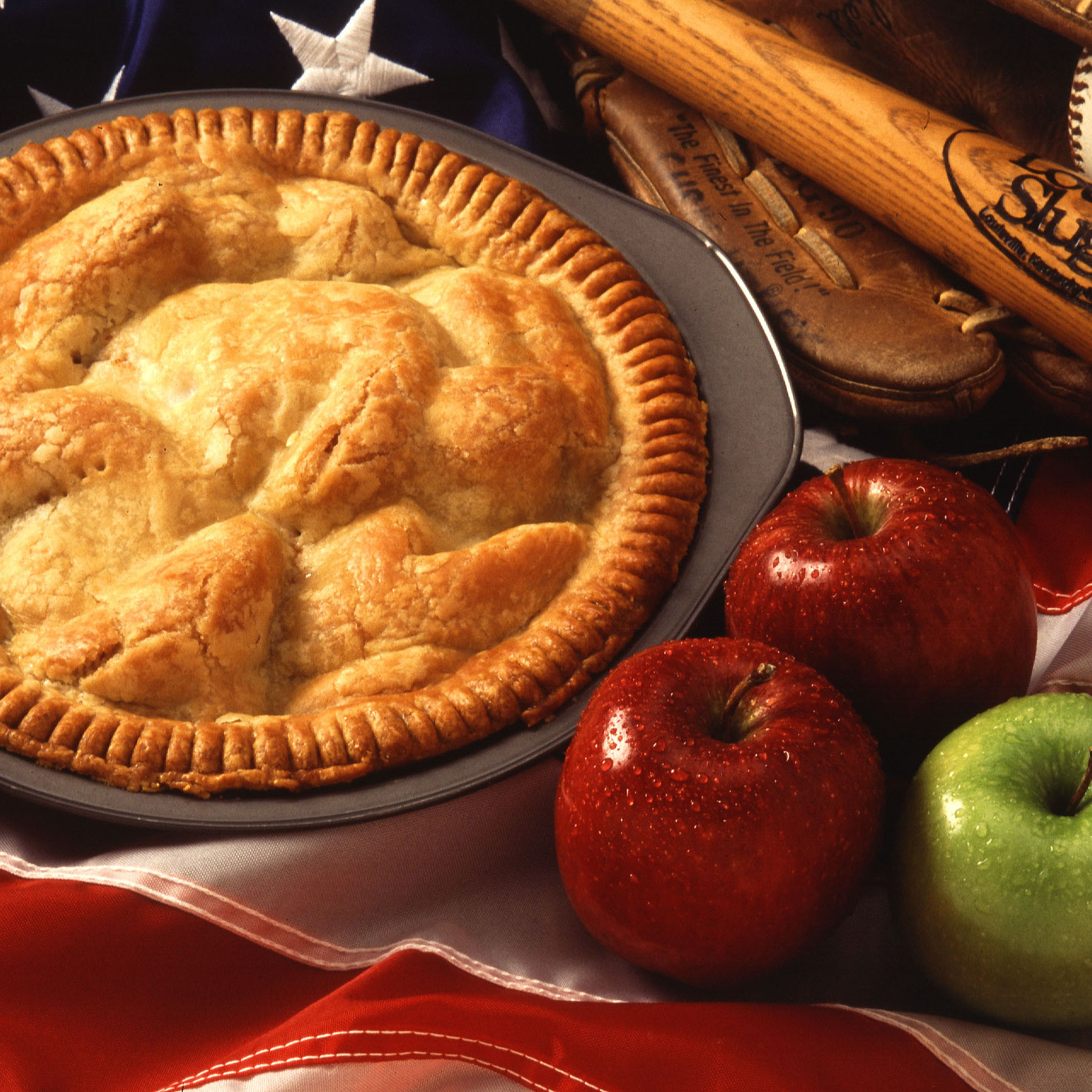
Gedeckter Apfelkuchen

- Gedeckter Apfelkuchen: In einer Springform werden die Äpfel wie eine Füllung auf einen Mürbeteig gegeben und mit einer Mürbeteigplatte oder Zuckerglasur abgedeckt.
- Apfel-Gitterkuchen: Die Äpfel werden in einer Springform mit Teigstreifen abgedeckt, die wie ein Gitter angeordnet werden.
- Elsässer Apfelkuchen: Ganze eingeschnittene Apfelviertel werden auf einen Mürbeteig gelegt und zusätzlich mit einer Sahnecreme übergossen.
- Steirischer Apfelkuchen: Auf einem Backblech wird der Teig mit geraspelten Äpfeln, Rosinen oder Nüssen belegt.
- Apfelkuchen mit Hefeteig: Dies ist eine der häufigsten Varianten in ländlichen Gebieten. Auf den Hefeteig auf einem Backblech werden Apfelschnitzel und Rosinen gelegt.
- Schonischer Apfelkuchen
- Versunkener Apfelkuchen aus Rührteig: Dies ist eine der einfachsten und schnellsten Varianten. Auf den in eine Springform gegebenen Rührteig werden geviertelte und mehrmals längs eingeschnittene Äpfel angeordnet.
- Schwedischer Apfelkuchen: Diese Art des Apfelkuchens ist besonders einfach und schnell. Es handelt sich um einen sehr fruchtigen Kuchen mit zwei Kilogramm Äpfeln und nur wenig Rührteig. Alle Zutaten einschließlich der Äpfel werden durcheinander gerührt und auf ein Blech gegossen. Während des Backens wird noch ein wenig Zimt und Zucker über den Kuchen gestreut.
- Tarte Tatin: Diese französische Variante wird umgekehrt gebacken: Über einer Schicht Butterkaramell werden die Äpfel dicht aufgelegt und darüber der Blätter- oder Mürbeteig gegeben. Nach dem Backen wird die Tarte gestürzt und normalerweise warm gegessen.